# Супаялай
Супаялай (бирм. စုဖုရားလေး; 1863 — 25 июня 1912) — младшая королева-консорт Бирмы из династии Конбаун (1880—1885), была замужем за своим сводным братом Тибо Мином (1859—1916), последним королем Бирмы (1878—1885). Её две старшие сестры, Супаяджи и Супаялат, также были женами Тибо Мина.

## Ранняя жизнь

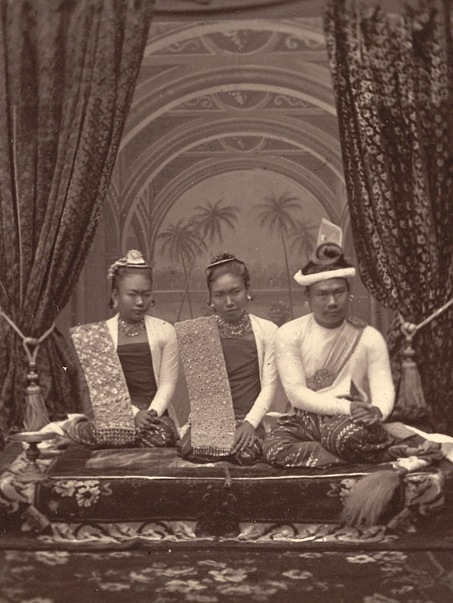
Супаялай вместе с королевой Супаялат и королем Тибо Мином

Родилась в 1863 году в Королевском дворце в Мандалаем под именем Хтейк Супаялай. Младшая из трех дочерей Миндона Мина (1808—1878), предпоследнего короля Бирмы из династии Конбаун (1853—1878), и Синпьюмашин (1821—1900). Она была родной сестрой Супаяджи и Супаялат. Супаялай получил в удел город Яметин и поэтому была известна как принцессы Яметин с королевским титулом Шри Сурия Сингха Ратна Деви.

## Изгнание
Правление королевской семьи длилось всего семь лет (1878—1885), когда Тибо Мин потерпел поражение в третьей англо-бирманской войне и под нажимом британцев был вынужден отречься от престола в ноябре 1885 года. 25 ноября 1885 года их увезли в крытом экипаже из Мандалайского дворца через Южные ворота окруженного стеной города по улицам, вдоль которых выстроились британские солдаты и их плачущие подданные, к реке Иравади, где их ждал пароход под названием «Турия» (Солнце). Они были сосланы в отдаленный прибрежный город Ратнагири в Индии, где прожили более 30 лет. Её сестру Супаяджи и королеву-мать Синпьюмашин отправили в Тавой. Она умерла 25 июня 1912 года в Ратнагири (Индия), не имея детей от брака с Тибо.